# حضرت سلطان (قله)
حضرت سلطان بلندترین قله کشور ازبکستان است. نام سابق آن قلهٔ بیست و دومین کنگره حزب کمونیست بود.
ارتفاع آن ۴۶۴۳ متر بالاتر از سطح دریا است و در مرز دو کشور ازبکستان و تاجیکستان واقع شده‌است. این قله در کوهستان حصار در ولایت سرخان دریا ازبکستان واقع شده‌است.
نام حضرت سلطان یکی از القاب شیخ صوفی، خواجه احمد یسوی، مؤلف دیوان حکمت است و این کوه به یادبود او این نام را گرفته است.